# 乔赛亚·巴特利特
乔赛亚·巴特利特（英語：Josiah Bartlett，1729年11月21日—1795年5月19日），美国物理学家、政治家，美国民主-共和党成员，曾任新罕布什尔州州长（1790年－1794年）。
巴特利特是《美国独立宣言》的签署人。